# Langereis
Langereis (52° 43′ N, 4° 54′ L) é uma cidade dos Países Baixos, na província de Holanda do Norte. Langereis pertence ao município de Niedorp, e está situada a 7 km, a nordeste de Heerhugowaard.
A área de Langereis, que também inclui as partes periféricas da cidade, bem como a zona rural circundante, tem uma população estimada em 250 habitantes.